# Podocarpus epiphyticus
Podocarpus epiphyticus là một loài thực vật hạt trần trong họ Thông tre, chỉ được tìm thấy ở Myanmar. Loài này được de Laub. & Silba miêu tả khoa học đầu tiên năm 1988.